# Kleinblittersdorfer Wald
Das Naturschutzgebiet Kleinblittersdorfer Wald liegt im Regionalverband Saarbrücken im Saarland.

## Beschreibung
Das etwa 51 ha große Gebiet, das im Jahr 2007 unter Naturschutz gestellt wurde, befindet sich in der Gemarkung von Kleinblittersdorf. Es erstreckt sich östlich des Freibads von Kleinblittersdorf in nordöstlicher Richtung bis zum Auberg. Im Norden wird das Gebiet durch die Landesstraße L254 begrenzt. Im Süden entspringt der Scheerbach.

## Bedeutung
Der Kleinblittersdorfer Wald ist eine Kernzone im Biosphärenreservat Bliesgau, die sich als mittelalter Laubholzbestand darstellt. Auf dem Muschelkalkboden befinden sich über 120-jährige Buchen sowie Traubeneichen und eine Mischung von Edellaubbäumen mit einer Vielzahl von Biotopbäumen. Für seine naturnah und nachhaltige Forstwirtschaft erhielt Kleinblittersdorf 2021 die Bundeswaldprämie und Zuwendung für 118 Biotopbäume erhalten.